# Johan Gother
Johan Gother, född omkring 1707, död 20 april 1770, var en svensk rådman, riksdagsledamot och politiker.

## Biografi
Johan Gother föddes omkring 1707. Han arbetade som rådman i Västerås och avled 1770. Gother var bror till Engelbert Gother.
Gother var riksdagsledamot för borgarståndet i Västerås vid riksdagen 1751–1752.
Gother gifte sig med Elisabet Elwin (1719–1769). Det fick tillsammans sonen och rådmannen Johan Gother i Västerås.